# Gigi Fernández
Gigi Fernández (n. 22 februarie 1964, San Juan, Puerto Rico) este o jucătoare de tenis americană, medaliată olimpică. A participat la 3 ediții ale Jocurilor Olimpice (1984, 1992, 1996) în care a câștigat două medalii de aur.